# Rab A Dab Stail
Rab A Dab Stail es el tercer álbum de estudio de la banda de reggae argentina Los Pericos, lanzado en 1990. El disco es la primera experiencia con cajas de ritmos y secuenciadores de la banda, elementos que  aprendieron a grabar y producir junto a Cachorro López. Rara vez tocan algo del álbum en vivo aunque tiene algunos temas que fueron exitosos, como “Corazón de Bruja”.

## Lista de canciones
| N.º | Título                       | Escritor(es)                                          | Duración |  |
| 1.  | «Corazón de bruja»           | Hortal · Baleirón · Raiman · Valentinis               | 3:57     |  |
| 2.  | «Hipnotizándome»             | Hortal · Avendaño · Baleirón · D. Blanco · Valentinis | 3:47     |  |
| 3.  | «Rub-a-Rub Style»            | Hortal · Baleirón                                     | 3:56     |  |
| 4.  | «Lo que me da lugar»         | Hortal · Avendaño · Baleirón                          | 4:00     |  |
| 5.  | «Lejos de vos»               | Hortal · Avendaño · Baleirón · D. Blanco · Valentinis | 4:28     |  |
| 6.  | «Dulce Carol»                | Hortal · Baleirón · Forbes                            | 4:28     |  |
| 7.  | «Música Reggae»              | Hortal · Avendaño · Baleirón · Valentinis             | 3:56     |  |
| 8.  | «Marioca»                    | Hortal · Baleirón                                     | 4:25     |  |
| 9.  | «Hasta que todo se derrumbe» | Hortal · Baleirón                                     | 3:54     |  |
| 10. | «Los patos»                  | Hortal · Avendaño · D. Blanco · Raiman · Valentinis   | 4:24     |  |

| Edición Remasterizada 2005 - Bonus Tracks |                                     |                                                       |          |  |
| N.º                                       | Título                              | Escritor(es)                                          | Duración |  |
| 11.                                       | «Lejos de vos» (Demo)               | Hortal · Avendaño · Baleirón · D. Blanco · Valentinis | 4:57     |  |
| 12.                                       | «Corazón de bruja» (Demo)           | Hortal · Baleirón · Raiman · Valentinis               | 3:25     |  |
| 13.                                       | «Hasta que todo se derrumbe» (Demo) | Hortal · Baleirón                                     | 4:15     |  |
| 14.                                       | «Lo que me da lugar» (Demo)         | Hortal · Avendaño · Baleirón                          | 4:22     |  |

## Músicos
- Topo Raiman: Batería y programación
- Juanchi: Guitarra y coros
- Bahiano: Voz
- Negro Hernan: Bajo
- Willie: Guitarra y coros
- Diego Blanco: Teclados y piano acústico
- Horace: Saxo tenor
- Marcelo Blanco: Percusión y coros

## Músicos invitados
- Richard Nant: Trompeta y Flugehorn
- Enrique Gioia: Trompeta
- Victor Skorupsky: Saxo Tenor
- Carlos Klasmer: Saxo Barítono
- BB Ferreira: Trombón
- Sebastian Shon: Arreglos y Dirección de Vientos
- Miguel Zavaleta: Voces Adicionales

## Ficha técnica
- Compuesto en la quinta “Tilos” entre marzo y abril de 1990.
- Técnico de grabación y mezcla: Mario Brewer.
- Asistente: Eduardo Herrera.
- Técnico de grabación y mezcla en "Musica Reggae": Mariano López.
- Asistente: Rantés.
- Operador de computadora: Sebastián Shön.
- Grabado en los estudios Panda en julio y agosto de 1990.
- Sebastian Portillo: Sonido
- Fabian Botini: Escenario
- Juan Carlos Giacovino: Iluminación

Arte de tapa
- Producción: Carlos Gonzáles.
- Dirección: Carlos Gonzáles / Topo Raiman.
- Fotografía: Nicolás Camodeca.
- Vestuario: Magdalena Gorostiaga, Alejandra Bermejo, Daniela Chedrese.
- Gráfica: Ramiro Hernández.
- Arte: Danna.

- Perico robledo: Nando Baleirón.